# Belmont (California)
Belmont è un piccolo sobborgo californiano situato nella San Francisco Bay Area, a metà strada tra San Mateo e San Carlos. Gli abitanti secondo il censimento del 2000 sono circa 25.123.
La città è costituita per la maggior parte da case residenziali e negozi al dettaglio. Durante gli anni novanta la richiesta (e i prezzi) delle case crebbero drasticamente, soprattutto a causa della crescita dei vicini quartier generali della Oracle Corporation.
Un caposaldo storico della zona è la Ralston Hall, costruita dal fondatore della Bank of California William Chapman Ralston attorno ad una villa appartenuta al conte Leonetto Cipriani, sul terreno del campus della Notre Dame de Namur University.
La Carlmont High School e la Ralston Middle School sono entrambe situate qui a Belmont e sono entrambe Distinguished California Schools (un titolo californiano di lode).

## Geografia fisica
Secondo l'ufficio statunitense United States Census Bureau, la città ha un'area totale di 11.7 km², di cui 11.7 km² è terra e lo 0.52% acqua.

## Dati demografici
Così come risultato dal censimento del 2000, la città è abitata da 25.123 persone, ci sono 10.418 entità familiari (inteso come persone che vivono sotto lo stesso tetto) e 6.542 famiglie (inteso nel senso italiano della parola). La densità di popolazione è di 2.141,3/km². Ci sono 10.577 unità abitative ad una densità media di 901.5/km²
La popolazione è formata dal 75,19% di bianchi, 1,68% afro-americani, 0,29% nativi americani, 15,44% asiatici, 0.54% originari delle isole dell'Oceano Pacifico, 2,62% altre e 4,25% da due o più razze. Gli ispanici o latini sono l'8,32% della popolazione.
Delle 10.418 entità familiari, il 26.4% ha figli sotto i 18 anni che vivono con loro, il 52.6% sono coppie sposate che vivono assieme, il 7.1% ha una capofamiglia donna e non è presente un marito e il 37.2% non sono famiglie. Il 27,2% di tutte le entità familiari sono costituite da persone singole e il 7,3% ha qualcuno che vive da solo che ha 65 anni o più. Il numero medi di persone per le entità familiari è 2,35 mentre per la famiglia la grandezza media è 2,89.
In città la popolazione è costituita da un 19,3% di persone sotto i 18 anni, 6,5% tra i 18 e i 24 anni, 35,9% tra 25 e 44, 25,1% tra 45 e 64 e 13,2% che ha 65 anni o più. L'età media è 39 anni. Per ogni 100 donne ci sono 96,7 uomini. Per ogni 100 donne aventi 18 anni o più, ci sono 94,6 uomini.
Il reddito medio di un'entità familiare è in città di 80.905$ e il reddito medio per una famiglia è di 95.722$. I maschi hanno un reddito medio di 63.281$ contro i 46,957$ per le donne. Il reddito pro-capite per la città è di 42.812$. Circa il 1,7% delle famiglie e il 4,0% della popolazione sono sotto la soglia di povertà, inclusi un 3,2% sotto i 18 anni e un 4,8% di ultrasessantacinquenni.

## Divieto di fumo
Belmont ha recentemente adottato un'ordinanza chiamata "la più rigida della nazione"